# Гладенька акула вузьконоса
Гладенька акула вузьконоса (Mustelus schmitti) — акула з роду Гладенька акула родини Куницеві акули.

## Опис
Завдовжки досягає 108,5 см, проте зазвичай — 60-70 см. Голова сплощена з боків, витягнута. Ніс вузький. Звідси походить назва цієї акули. Очі великі, виразні, овальні, горизонтальної форми, з мигальною перетинкою. За ними розташовані невеличкі бризкальця. Ніздрі з носовими клапанами трикутної форми. Рот маленький, сильно зігнутий. Зуби дрібні, чисельні, розташовані у декілька рядків. У неї 5 пар зябрових щілин. Тулуб обтічний, веретеноподібний. Усі плавці добре розвинені. Грудні плавці широкі. Має 2 спинних плавця, з яких передній трохи більше за задній. Передній спинний плавець розташовано позаду грудних плавців. Задній починається перед анальним плавцем і закінчується навпроти нього. Черевні та анальний плавці маленькі. Хвостовий плавець гетероцеркальний. верхня лопать широка, витягнута.
Забарвлення спини сіре з бронзово-коричневим відтінком. Черево має попелясто-білий відтінок. Часто кінчики спинних і хвостового плавців темніше за загальний фон, особливо це виражено у молодих особин.

## Спосіб життя
Тримається на глибинах від 60 до 200 м. Живиться крабами, креветками, лангустами, омарами, дрібною костистою рибою.
Статева зрілість настає при розмірах 55-60 см і віці 5-6 років. Це живородна акула. Вагітність триває 11 місяців. Самиця народжує 2-8 акуленят завдовжки 25-26 см. Репродуктивний цикл щорічний.
Тривалість життя самців складає 9 років, самиць — 16.
Є об'єктом промислового вилову. Цінується смачне м'ясо, печінка, плавці. Внаслідок активного вилову популяція цієї акули значно зменшилася. Сьогодні докладаються зусилля із підновлення її чисельності: посилено контроль за виловом, встановлено охорону природних розплідників.

## Розповсюдження
Мешкає в Атлантичному океані: від узбережжя південної Бразилії до північної Аргентини.